# Mercedes-Benz MCC
Mercedes-Benz MCC (Micro Compact Car) ist ein Konzeptfahrzeug von Mercedes-Benz, das im März 1994 in zwei Ausführungen vorgestellt wurde. Die auf der Studie basierenden Serienfahrzeuge werden seit 1998 unter der Marke Smart vertrieben.

## Präsentation
Johann Tomforde hatte im Januar 1972 mit seinem Team bei Daimler-Benz begonnen, einen neuen städtischen Kleinwagen zu entwerfen und im Januar 1989 hatte Nicolas Hayek die Idee verkündet, ein originelles, zukunftsorientiertes und umweltfreundliches Auto zu entwerfen. Der Planungsbeginn und die Durchführbarkeitsstudie für ein derartiges Auto fand im Januar 1993 statt.
Dieser Kleinstwagen wurde als  Mercedes-Benz MCC (Micro Compact Car) in Stuttgart im März 1994 in zwei Ausführungen vorgestellt – dem Eco-Sprinter und dem Eco-Speedster. Der Name Micro Compact Car wurde gewählt, weil Daimler-Benz die Absicht hatte, einen „revolutionären Kleinwagen“ zu bauen.

## Merkmale
Der Eco-Sprinter hatte einen Elektromotor mit einer Stärke von 40 kW (54 PS) und Heckantrieb; der Eco-Speedster hatte einen Dreizylinder-Ottomotor mit Heckantrieb.
Das Raumkonzept sei neu, indem ein Kombicoupé als Kleinstwagen von einer Außenlänge von 2,50 m, einer Außenbreite von 1,50 m und einer Höhe von ebenfalls 1,50 m vorgestellt wurde. Das Fahrzeug hat Hinterradantrieb und Automatikgetriebe, zur Ausstattung gehören eine Klimaanlage, eine Servolenkung und ein Gurtstraffer.
Mercedes-Benz MCC sei an das Nahverkehrs-Fahrzeug NAFA angelehnt, das Daimler-Benz in den 1980er-Jahren geplant hatte. Dieses hatte zusätzlich Allradlenkung und Schiebetüren, wodurch in kleinste Parklücken eingeparkt werden könnte. Diese Lösungen wären zwar optimal, doch in der Serienfertigung zu aufwendig und teuer für ein Fahrzeug dieser Größe.
Da ein Auto in der Stadt im Durchschnitt mit 1,2 Personen besetzt sei, wäre ein Zweisitzer perfekt geeignet für den reinen Stadtverkehr. Eine derartige Sicherheit sei für Autos dieser Größe noch nie erreicht worden. Diese Sicherheit und das relativ große Platzangebot würden durch einen Unterflurmotor möglich gemacht: Motor und Fahrzeuggetriebe sind komplett unterhalb der Fahrgastzelle untergebracht.
Beim Eco-Sprinter enthält das Dach Solarzellen, die elektrischen Strom für das Lüftungsgebläse auch im Stand liefern.
Beim Eco-Speedster ist das Dach herausnehmbar. Aus Sicherheitsgründen ist der Windschutzscheibenrahmen verstärkt und eine integrierte Überrollvorrichtung vorhanden.

## Serienproduktion
In Biel/Bienne wurde am 27. April 1994 die Micro Compact Car AG (MCC AG) als Gemeinschaftsunternehmen der Mercedes-Benz AG und der Schweizerischen Gesellschaft für Mikroelektronik und Uhrenindustrie (SMH) gegründet.
Ursprünglich hielt Mercedes-Benz 51 Prozent des Eigenkapitals und SMH 49 Prozent. Durch Verschiebung des geplanten Produktionsstarts im Sommer 1998 mussten ungefähr 500 Millionen Deutsche Mark nachgeschossen werden, woraufhin Mercedes-Benz seinen Anteil auf 81 Prozent vergrößerte. Im Oktober 1998 übernahm die Daimler-Chrysler AG aufgrund einer neuen Marketingstrategie die restlichen 19 Prozent und war alleiniger Eigentümer der Micro Compact Car Smart GmbH (ab 2002 Smart GmbH).
Der seit 1998 produzierte Smart Fortwo (bis 2004 Smart City-Coupé) ist das Serienfahrzeug, das aus der Studie Mercedes-Benz MCC hervorgegangen ist.